# Estación de Colera
Colera es un apeadero ferroviario situado en el municipio español de Colera, en la provincia de Gerona, comunidad autónoma de Cataluña. Dispone de servicios de Media Distancia operados por Renfe.

## Situación ferroviaria
La estación se encuentra en el punto kilométrico 94,9 de la línea Barcelona-Cerbère en su sección Massanet-Massanas a Portbou y Cerbère a 25,7 metros de altitud. El tramo es de vía doble y está electrificado.
Cerca de la estación se encuentra a la salida de un túnel el viaducto de Colera situado a unos 20 metros de altura, sobre un tablero metálico de 187,61 metros dividido en cinco tramos.

## Historia
La estación fue inaugurada el 20 de enero de 1878 con la puesta en marcha del tramo Figueras - frontera francesa de la línea que unía Barcelona con la frontera francesa. Las obras corrieron a cargo de la Compañía de los ferrocarriles de Tarragona a Barcelona y Francia o TBF fundada en 1875. En 1889, TBF acordó fusionarse con la poderosa MZA. Dicha fusión se mantuvo hasta que en 1941 la nacionalización del ferrocarril en España supuso la desaparición de todas las compañías privadas existentes y la creación de RENFE. 
Desde el 31 de diciembre de 2004 Renfe Operadora explota la línea mientras que Adif es la titular de las instalaciones ferroviarias.

## La estación
Está situada al norte del núcleo urbano. Dispone únicamente de dos andenes laterales al que acceden dos vías. El cambio de una a otra se realiza a nivel. 

## Servicios ferroviarios

### Media Distancia
El tráfico de Media Distancia con parada en la estación tiene como destinos finales Barcelona, Portbou y Cerbère. 
| Línea MD | Trenes   | Origen/Destino |  | Destino/Origen  | Equivalente Rodalies de Catalunya |
| -------- | -------- | -------------- |  | --------------- | --------------------------------- |
| 33       | Regional | Barcelona      |  | Portbou Cerbère |                                   |